# Copa de las Naciones de Fútbol Playa
Copa de las Naciones de Fútbol Playa  es una competición internacional entre selecciones masculinas de Fútbol playa.

## Fórmula de disputa
La Copa de las Naciones de Fútbol playa se juega en una sola ronda, en tres partidos donde todos los países se enfrentan y el campeón será el que sumar más puntos.

## Palmarés
| Año  | Sede    | Campeón | Final Resultado | Subcampeón | Tercer lugar | Resultado | Cuarto lugar |
| ---- | ------- | ------- | --------------- | ---------- | ------------ | --------- | ------------ |
| 2007 | Guarujá | Brasil  | liga            | Perú       | México       | liga      | Francia      |
| 2013 | Santos  | Brasil  | liga            | Suiza      | Países Bajos | liga      | México       |
| 2013 | Recife  | Brasil  | liga            | Portugal   | Suiza        | liga      | Uruguay      |

## Títulos por selección
| País         | Campeón                   | Subcampeón  | Tercer lugar | Cuarto lugar |
| ------------ | ------------------------- | ----------- | ------------ | ------------ |
| Brasil       | 3 (2007, 2013 I, 2013 II) | 0           | 0            | 0            |
| Suiza        | 0                         | 1 (2013 I)  | 1 (2013 II)  | 0            |
| Perú         | 0                         | 1 (2007)    | 0            | 0            |
| Portugal     | 0                         | 1 (2013 II) | 0            | 0            |
| México       | 0                         | 0           | 1 (2007)     | 1 (2013 I)   |
| Países Bajos | 0                         | 0           | 1 (2013 I)   | 0            |
| Francia      | 0                         | 0           | 0            | 1 (2007)     |
| Uruguay      | 0                         | 0           | 0            | 1 (2013 II)  |